# Hans Haas
Hans Haas (n. 17 octombrie 1906, Viena, Austro-Ungaria – d. 14 mai 1973) a fost un halterofil ce a reprezentat Austria, medaliat olimpic. A participat la 2 ediții ale Jocurilor Olimpice (1928, 1932) în care a câștigat o medalie de aur și o medalie de argint.